# Glisnica
Glisnica (cyr. Глисница) – wieś w Czarnogórze, w gminie Pljevlja. W 2011 roku liczyła 133 mieszkańców.